# Grace (album Jeff Buckley)
Grace è il primo e unico album in studio del cantautore e chitarrista statunitense Jeff Buckley, pubblicato negli Stati Uniti il 23 agosto 1994 dall'etichetta Columbia Records.
È l'unico album che ha pubblicato nella sua vita.

## Descrizione
Le registrazioni dell'album furono avviate nel settembre 1993 presso il Bearsville Recording Studio di Woodstock, nello stato di New York. Alcuni dei brani in esso contenuti erano però stati concepiti già diversi anni prima, come ad esempio Eternal Life e Last Goodbye, composti prima del 1991.
Jeff Buckley ebbe la libertà di selezionare molti dei propri collaboratori. Nelle prime fasi di lavorazione del disco, il cantautore scelse così di condividere lo studio di registrazione solamente con il bassista Mick Grondahal e il batterista Matt Johnson, sotto la guida del produttore Andy Wallace. Secondo quanto dichiarato da Steve Berkowitz, produttore esecutivo del disco, i tre musicisti non avevano alcuna conoscenza reciproca, così iniziarono a improvvisare senza aver prefissato una direzione musicale da seguire nel loro lavoro. Dopo meno di tre settimane, una prima versione del disco era già pronta, ma a quel punto Jeff Buckley si rese conto di aver raggiunto una maggiore sintonia con i musicisti e, non soddisfatto del proprio lavoro, volle continuare la lavorazione del disco.
La casa discografica evitò pressioni sui tempi di lavorazione, e lo stesso Berkowitz dichiarò che «era chiaro che la sessione non avrebbe potuto concludersi così, perché si stava assistendo a un evento rarissimo nel quale la band stava prendendo forma, ed era in atto un vero processo creativo». Durante le registrazioni, il gruppo si allargò poi per includere il chitarrista Michael Tighe, che firmò anche il brano So Real insieme allo stesso Buckley.
La realizzazione del disco si rivelò così molto più lunga e costosa del previsto, fino a raggiungere una cifra di produzione complessivamente pari a circa un milione di dollari. La pubblicazione dell'album, inizialmente prevista per il gennaio 1994, slittò più volte prima di essere definitivamente fissata per la fine di agosto dello stesso anno.
Il ritardo di lavorazione fu legato soprattutto alle difficoltà compositive dello stesso Buckley, il quale si sbloccò definitivamente solo a seguito del dolore per la morte del padre della compagna, l'attrice e musicista americana Rebecca Moore.

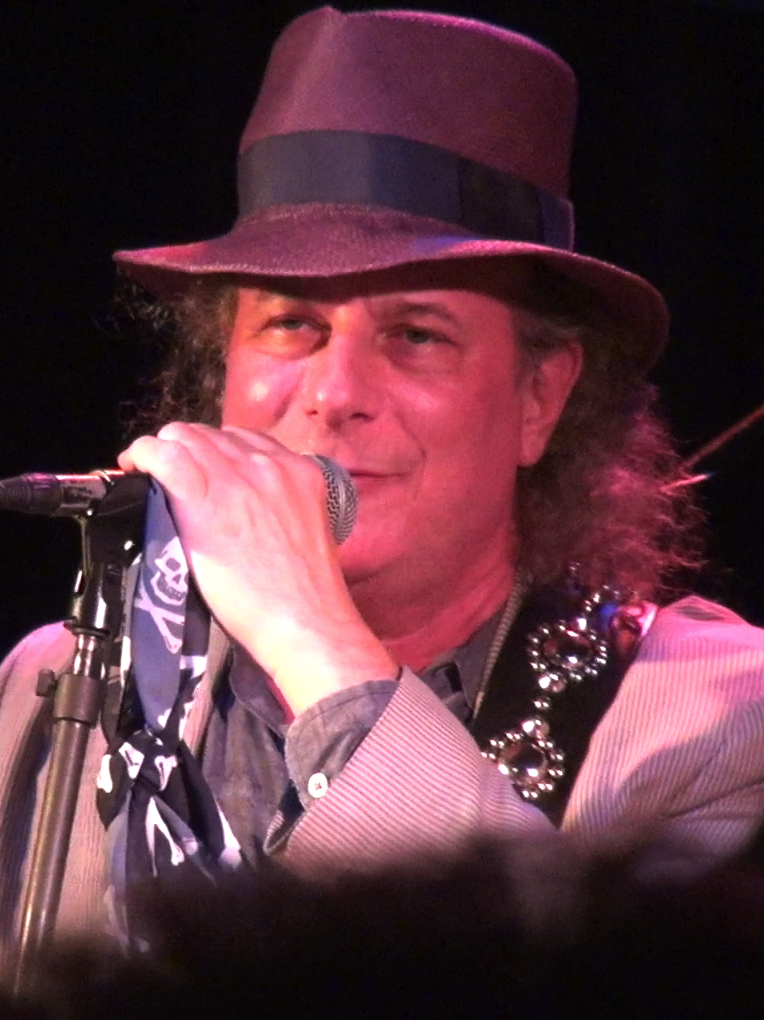
Il musicista e compositore statunitense Gary Lucas ha partecipato ai brani Grace e Mojo Pin in veste di coautore e chitarrista.

Nella realizzazione del disco fu coinvolto anche Gary Lucas, che in precedenza aveva suonato insieme allo stesso Buckley nella band Gods & Monsters. Il musicista è autore delle canzoni Rise Up to Be, il cui riff di chitarra ha dato origine al brano Grace, e And You Will, che si sarebbe poi trasformato nella traccia di apertura del disco, Mojo Pin. Lucas suonò inoltre la chitarra in entrambi i brani da lui firmati.
La prima edizione del disco è costituita da 10 tracce, incluse le cover del brano Lilac Wine, originariamente interpretata da Hope Foye, del canto tradizionale Corpus Christi Carol e della canzone Hallelujah, scritta e cantata da Leonard Cohen, ma della quale sono state registrate anche molte altre versioni, tra le quali figura anche quella di John Cale, sulla base della quale lo stesso Buckley ha costruito la propria interpretazione.
La complicata relazione con Rebecca Moore riveste un ruolo importante nelle tematiche e nei contenuti del disco: è attorno a lei che ruotano molte delle canzoni di Grace, tra le quali la title track, nella quale il cantautore si rivolge direttamente alla donna amata, e Last Goodbye, brano dedicato alla separazione tra il cantautore e l'attrice americana.
All'interno del disco si parla anche della fragilità emotiva, tematica presente in brani come Last Goodbye e So Real, ma anche di passioni infuocate, oscurità esistenziali e morte.
Grace fu definito dalla critica musicale un album audace ed è tuttora considerato un disco fuori dalle mode del periodo in cui fu pubblicato: si tratta infatti di un album imperniato soprattutto sulla voce di Jeff Buckley, a dispetto del grunge e dei grandi sperimentatori e innovatori del rock che dominavano il panorama musicale di quegli anni.
All'interno del disco possono essere individuate molteplici influenze, tutte filtrate attraverso uno stile giudicato molto personale: dai Led Zeppelin a Robert Plant, da Van Morrison al padre del cantautore stesso, Tim Buckley, passando attraverso altri grandi nomi del passato, come quelli di Nina Simone, Nusrat Fateh Ali Khan, Bob Dylan, Édith Piaf e Leonard Cohen. La sintesi tra influenze così distanti tra loro ha portato la celebre rivista musicale Rolling Stone a definire l'album un lavoro «a metà strada fra metallo e angeli».
Da un punto di vista musicale, il disco può essere considerato un album pop-rock con molte sfumature, dal soul fino al grunge di Eternal Life.
La struttura dei brani è complessa ma al contempo immediata, spesso basata sul crescendo della voce che parte sommessa per poi salire di tono, dimensione e spiritualismo, fino a entrare in una dimensione mistica.
Il brano Forget Her era stato inizialmente registrato per il disco, ma lo stesso Buckley volle escluderlo dalla versione finale, opponendosi così al parere della casa discografica, che l'aveva invece scelta come singolo di lancio del lavoro stesso. Il brano, composto dal cantautore dopo una rottura con la compagna Rebecca Moore, fu poi incluso come undicesima traccia nelle edizioni postume del disco.

## Accoglienza
| Recensione       | Giudizio |
| ---------------- | -------- |
| AllMusic         |          |
| Robert Christgau | C        |
| Slant Magazine   |          |
| Sputnikmusic     |          |

Il successo di critica ottenuto dal disco fu enorme: AllMusic assegnò all'album un punteggio di 5 stelle e molte riviste specializzate inserirono l'album tra i migliori del 1994. Inoltre, la rivista Juice lo ha considerato il 10º miglior album degli anni novanta, mentre secondo la rivista Rolling Stone occupa il 303º posto nella lista dei 500 migliori album di tutti i tempi.
A tutt'oggi, il disco è considerato uno dei più importanti degli anni novanta. Molti sono gli artisti che si dichiarano influenzati da Jeff Buckley e dal suo unico vero album: tra gli altri, i Coldplay, gli Starsailor, Ryan Adams, Damien Rice, e i Muse.

## Riconoscimenti
| Rivista              | Paese       | Riconoscimento                      | Anno | Posizione |
| -------------------- | ----------- | ----------------------------------- | ---- | --------- |
| Entertainment Weekly | Stati Uniti | Best 10 Albums of the Year          | 1994 | 6         |
| Eye Weekly           | Canada      | Best 30 Albums of the Year          | 1994 | 4         |
| Juice                | Australia   | 100 Greatest Albums of the 90s      | 1999 | 10        |
| Les Inrockuptibles   | Francia     | Best 25 Albums of the Year          | 1994 | 14        |
| Melody Maker         | Regno Unito | Best 50 Albums of the Year          | 1994 | 9         |
| Mojo                 | Regno Unito | Best 25 Albums of the Year          | 1994 | 1         |
| NME                  | Regno Unito | Best 50 Albums of the Year          | 1994 | 21        |
| Rock Sound           | Regno Unito | Best 50 Albums of the Year          | 1994 | 2         |
| The Face             | Regno Unito | Best 30 Albums of the Year          | 1994 | 18        |
| The Guardian         | Regno Unito | Alternative Top 100 Albums Ever     | 1999 | 15        |
| Rolling Stone        | Stati Uniti | The 500 Greatest Albums of All Time | 2003 | 303       |

## Tracce
1. Mojo Pin – 5:42 (Jeff Buckley, Gary Lucas)
2. Grace – 5:22 (Jeff Buckley, Gary Lucas)
3. Last Goodbye – 4:35 (Jeff Buckley)
4. Lilac Wine – 4:32 (James Shelton)
5. So Real – 4:43 (Jeff Buckley, Michael Tighe)
6. Hallelujah – 6:53 (Leonard Cohen)
7. Lover, You Should've Come Over – 6:43 (Jeff Buckley)
8. Corpus Christi Carol – 2:56 (Benjamin Britten)
9. Eternal Life – 4:52 (Jeff Buckley)
10. Dream Brother – 5:26 (Jeff Buckley, Mick Grondahl, Matt Johnson)

Traccia bonus inclusa nelle pubblicazioni postume
1. Forget Her – 5:13 (Jeff Buckley)

## Altre versioni

### Legacy Edition
Nel 2004 è stata distribuita una versione da collezionisti, sottotitolata Legacy Edition, per ricordare il decimo anniversario dall'uscita del disco. Questa edizione contiene, oltre al disco originale, un bonus disc e un DVD.

#### Disco bonus
1. Forget Her – 5:12 (Jeff Buckley)
2. Dream Brother – 4:56 (Jeff Buckley, Mick Grondahl, Matt Johnson) – Alternate Take
3. Lost Highway – 4:24 (Leon Payne)
4. Alligator Wine – 3:21 (Jerry Leiber, Mike Stoller)
5. Mama, You Been on My Mind – 3:26 (Bob Dylan)
6. Parchman Farm Blues/Preachin' Blues – 6:20 (Bukka White, Robert Johnson)
7. The Other Woman – 3:05 (Jessie Mae Robinson)
8. Kanga-Roo – 14:14 (Alex Chilton)
9. I Want Someone Badly (feat. Shudder to Think) – 2:36 (Nathan Larson)
10. Eternal Life – 4:50 (Jeff Buckley) – Road Version
11. Kick Out the Jams – 3:06 (MC5) – Live
12. Dream Brother – 5:24 (Jeff Buckley, Mick Grondahl, Matt Johnson) – Nag Champa Mix
13. Strawberry Street – 5:24 (Jeff Buckley, Andrew Goodsight, John McNally) – non figura nella track-list

#### DVD
- contiene i videoclip di Grace, Last Goodbye, So Real, Eternal Life (road version) e Forget Her.

### Versione estesa
Nel 2005 è stata messa in commercio una versione estesa del disco originale con l'aggiunta della canzone Forget Her, che compare dopo Dream Brother. L'artwork dell'edizione estesa è identico a quello della versione originale, fatta eccezione per una diversa immagine stampata sotto l'alloggiamento del disco.

## Formazione
Di seguito è elencato il personale coinvolto nella realizzazione del disco:
Musicisti
- Jeff Buckley – voce, chitarre, armonium, organo, dulcimer, tabla (Dream Brother), produzione (So Real)
- Mick Grondahl – basso
- Matt Johnson – batteria, percussioni, vibrafono (Dream Brother)
- Michael Tighe – chitarra (So Real)
- Gary Lucas – "Magical Guitarness" nei brani Mojo Pin e Grace
- Loris Holland – organo in Lover, You Should've Come Over
- Misha Masud – tabla in Dream Brother
- Karl Berger – arrangiamenti degli archi

Staff tecnico
- Andy Wallace "The Fist" – produzione, ingegnere del suono e missaggio
- Howie Weinberg – masterizzazione
- Steve Berkowitz – masterizzazione e produzione esecutiva
- George Stein e Dave Lory – management
- Clif Norrell – ingegneria del suono (So Real, Corpus Christi Carol e Dream Brother)
- Andy Wallace – missaggio (So Real)
- Chris Laidlaw – assistente ingegnere del suono (Bearsville)
- Steve Sisco – assistente ingegnere del suono (Quantum Sound)
- Bryant Jackson – assistente ingegnere del suono (Soundtrack Studios)
- Reggie Griffith – assistente ingegnere del suono

## Successo commerciale
L'album, a dispetto dell'accoglienza ricevuta dalla critica, non ottenne un elevato successo di pubblico subito dopo la pubblicazione: durante la prima settimana le copie vendute furono circa 2.000 e nelle classifiche statunitensi il disco non superò il 149º posto, mentre il primo singolo, Last Goodbye, riuscì solamente ad arrivare al 19º posto della classifica Alternative Songs di Billboard. Tuttavia l'album continua tutt'oggi a vendere, anche se in maniera non travolgente, ed è riuscito a diventare disco di platino negli Stati Uniti. Nel 2008 l'album ha inoltre raggiunto il 10º posto nella classifica Catalog Albums.
Il paese in cui Grace ha riscosso il maggior successo commerciale è l'Australia, dove è riuscito a raggiungere la top 10 e, fino a settembre 2009, ha totalizzato 52 settimane di presenza in top 50, raggiungendo il traguardo dei sette dischi di platino nel 2016. In Francia invece l'album ha ottenuto nel 2000 la certificazione di doppio disco d'oro. A livello mondiale, le copie vendute sono oltre 2 milioni.

## Classifiche

### Classifiche settimanali
| Classifica (1994-2021) | Posizione massima |
| ---------------------- | ----------------- |
| Australia              | 9                 |
| Belgio (Fiandre)       | 39                |
| Francia                | 47                |
| Grecia                 | 19                |
| Irlanda                | 14                |
| Italia                 | 40                |
| Norvegia               | 38                |
| Paesi Bassi            | 84                |
| Regno Unito            | 42                |
| Stati Uniti            | 149               |

### Classifiche di fine anno
| Classifica (2024) | Posizione |
| ----------------- | --------- |
| Portogallo        | 134       |

## Date di pubblicazione
| Luogo               | Data di pubblicazione | Formato                   | Etichetta               |
| ------------------- | --------------------- | ------------------------- | ----------------------- |
| Regno Unito, Europa | 15 agosto 1994        | CD · LP                   | Columbia Records (Sony) |
| Stati Uniti         | 23 agosto 1994        | CD                        | Columbia Records (Sony) |
| Stati Uniti         | 23 agosto 1994        | MC                        | Columbia Records (Sony) |
| Stati Uniti         | 23 agosto 1994        | LP                        | Columbia Records (Sony) |
| Stati Uniti         | 23 agosto 1994        | Minidisc                  | Columbia Records (Sony) |
| Giappone            | 1º settembre 1994     | CD                        | Columbia Records (Sony) |
| Australia           | 19 settembre 1994     | CD                        | Columbia Records (Sony) |
| Mondo               | 23 agosto 2004        | Legacy Edition (2×CD+DVD) | Columbia Records (Sony) |